# 플리저 USA
플리저 USA(Pleaser USA, Inc.)는 미국의 제화 기업으로, 여성용 하이힐을 전문적으로 생산한다. 펌프스, 샌들, 부츠 등 다양한 종류의 힐을 생산 판매하고 있으며 주로 섹시한 스타일의 힐이 출시된다는 것이 특징이다.